# Brindisi Montagna
Brindisi   Montagna  község (comune) Olaszország Basilicata régiójában, Potenza megyében.

## Fekvése
A megye központi részén fekszik. Része a Potenzai Metropolisz Övezetnek. Határai: Trivigno, Vaglio Basilicata, Anzi, Albano di Lucania, Potenza és Tricarico.

## Története
A település első írásos említése 1268-ból származik, amikor I. Károly szicíliai király Guidone da Forestának ajándékozta. Korábban baziliánus szerzetesek alapítottak kolostort itt. Az eredetileg dombtetőre épült városkát 1456-ban egy földrengés teljesen elpusztította. Az új város a domb lábainál épült fel. 

## Népessége
A népesség számának alakulása:

## Főbb látnivalói
- Santa Maria delle Grazie-templom
- San Vincenzo Ferreri-templom
- San Nicola di Bari-templom
- San Lorenzo e Grancia di San Demetrio-templom